# TNS4
TNS4‏ (Tensin 4) هوَ بروتين يُشَفر بواسطة جين TNS4 في الإنسان.